# Biserica de lemn din Fodora

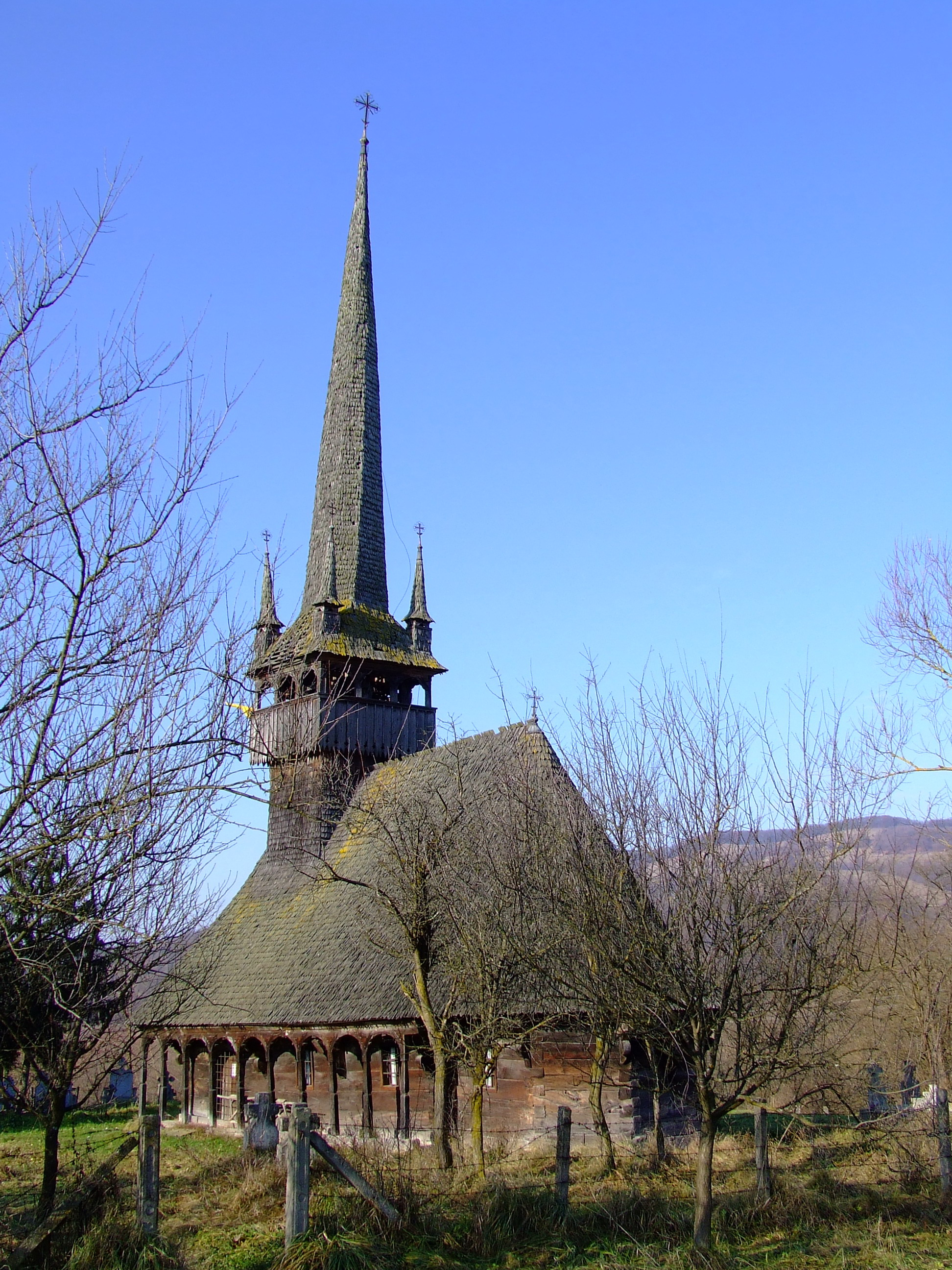
Biserica de lemn din Fodora. Foto: 2006

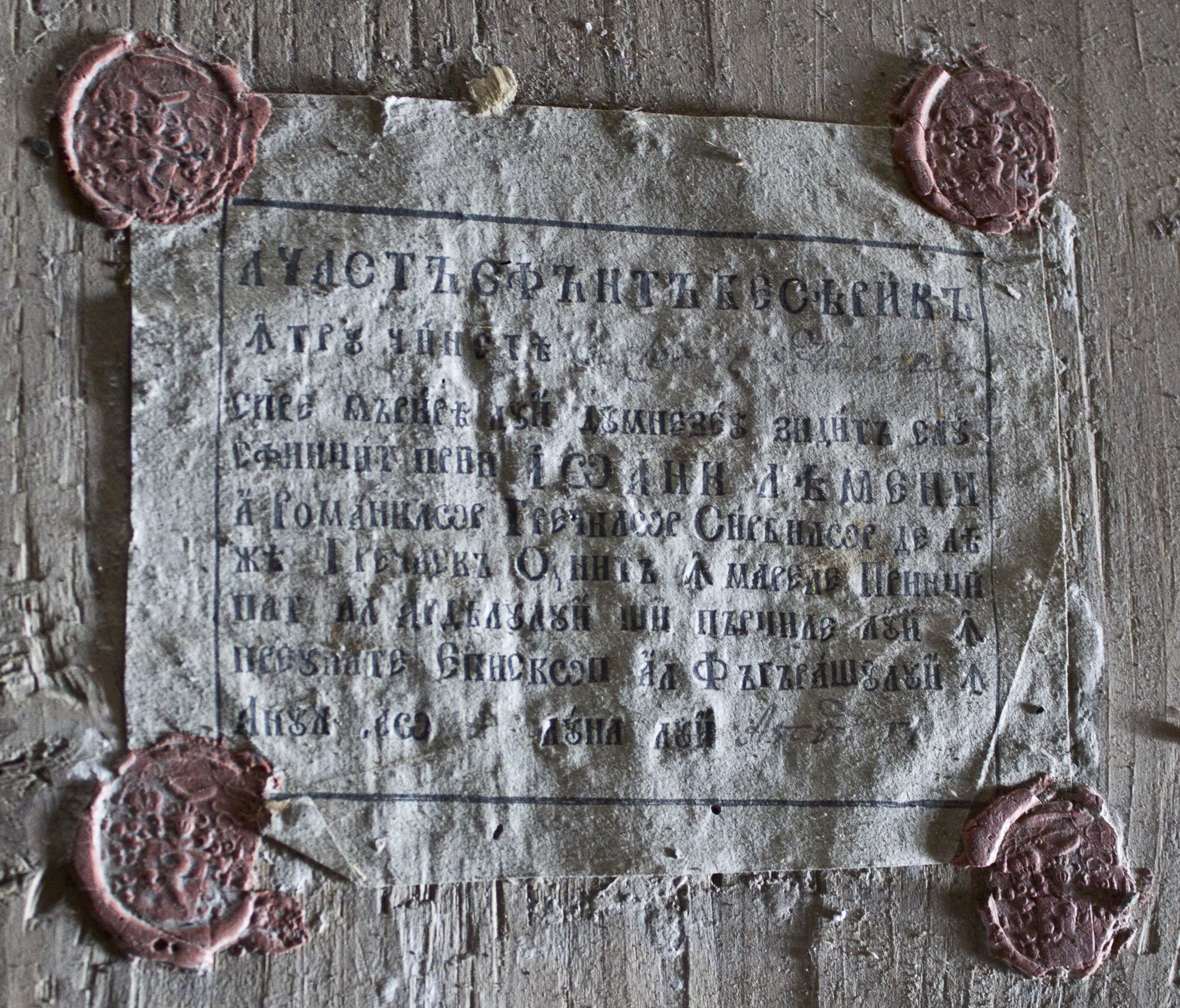
Documentul care amintește sfințirea bisericii de către episcopul Ioan Lemeni, în anul 1839.

Harta localității Fodora. Amplasarea bisericii anterioare în cadrul satului la sfârșitul sec. al XVIII-lea

Biserica de lemn din Fodora se află în localitatea omonimă din județul Sălaj și a fost ridicată în 1817. Biserica, ce are hramul "Sfântul Ierarh Nicolae", este înregistrată pe noua listă a monumentelor istorice sub codul LMI:  SJ-II-m-A-05054. Biserica a fost folosită până în anul 2005, când o nouă biserică de zid a fost construită în satul Fodora.

## Istoric și trăsături
Construită în anul 1817, biserica a fost pictată în anul 1822 de către zugravii Lazăr Tocaci și Iosif Biro de la Orghiz. Pisania aflată în naosul bisericii, pe balustrada corului, scrisă în latină și în limba română oferă informații cu privire la acest eveniment: "Această biserică s-au zidit în anul 1817 fiind paroh locului popa David, ficurator Blăjan Lupuț, cantor Tecariu Cozma, clopotariu Căpîlne Constantin. S-au zugrăvit cu cheltuiala a tot satul împreună, în anul 1822 prin umiliți zugravi anume Lazăr Tocaci și Iosif Biro de la Orghiz". 
Un alt eveniment important în viața acestei comunități are loc în anul 1839 cînd episcopul Ioan Lemeni sfințește această biserică. Momentul este consemnat în documentul pecetluit în cele patru colțuri pe masa altarului. Acest document ne informează: "Această sfântă besearică întru cinstea [Sfântului Erarh Nic]olae spre mărirea lui Dumnezeu zidită s-au sfințit prin Ioann Lemeni a Românilor, Grecilor, Sârbilor de leajea grecească onită în Marele Principat al Ardealului și părțile lui înpreunate Episcop al Făgărașului în anul 1839 luna lui August 13". Elementele care nu pot fi citite pot fi recuperate din alte surse. Astfel, șematismele bisericii greco-catolice precizează faptul că hramul acestei biserici este "Sfântul Ierarh Nicolae" iar data exactă a consacrării a fost 30 august 1839.

Biserica are un plan dreptunghiular ce se termină spre răsărit cu absida altarului, decroșată cu cinci laturi. Intrarea în biserică, fără decorațiuni sculptate, se face pe latura de sud. Tot pe latura de sud întâlnim un pridvor care se continuă și pe latura de vest. Interiorul edificiului este compartimentat conform canoanelor bisericești, pronaosul fiind separat de naos printr-un perete de lemn. Acest perete este continuu doar în partea inferioară, partea superioară fiind înlocuită cu mici stâlpi de lemn, spațiile astfel create dând posibilitatea urmăririi slujbei. Naosul este acoperit de o boltă semicilindrică. Tot o boltă semicilindrică întâlnim și în absida altarului, puțin retrasă de la pereți și terminată printr-un timpan. Trecerea din naos în altar se face prin intermediul a trei intrări: cele două intrări diaconești respectiv intrarea destinată preotului. În naos se află și un mic cor pe a cărui balustradă se păstrează pisania bisericii.
Decorul pictat al bisericii a fost puternic afectat de ploile ce au pătruns prin acoperișul deteriorat. În pronaos se remarcă scena în care este reprezentată pilda celor 5 fete înțelepte. De subliniat faptul că scenele pictate sunt explicate în patru limbi: română, latină, maghiară și germană. Din pictura pronaosului se remarcă figura deosebită a muceniței Ioana. Bolta naosului a fost decorată cu scene din viața Mântuitorului. În altar se regăsesc pictați sfinți ierarhi. 
Aspectul exterior al bisericii este dominat de fleșa înaltă a bisericii. Turnul-clopotniță, așezat peste pronaos are foișor în console, cu galerie deschisă. La baza fleșei, în cele 4 colțuri se regăsește câte un mic turn. Acoperișul este unitar pentru toată biserica.
După construirea noii biserici de zid, cu hramul "Sfântul Prooroc Ilie", în anul 2005, vechea biserică și-a pierdut utilitatea. Datorită stării proaste a acoperișului, biserica a trecut în anul 2009 printr-un proces de reastaurare-consolidare. Recepția acestor lucrări a fost făcută de către Institutul Național al Patrimoniului la data de 02 iulie 2009. 

## Imagini

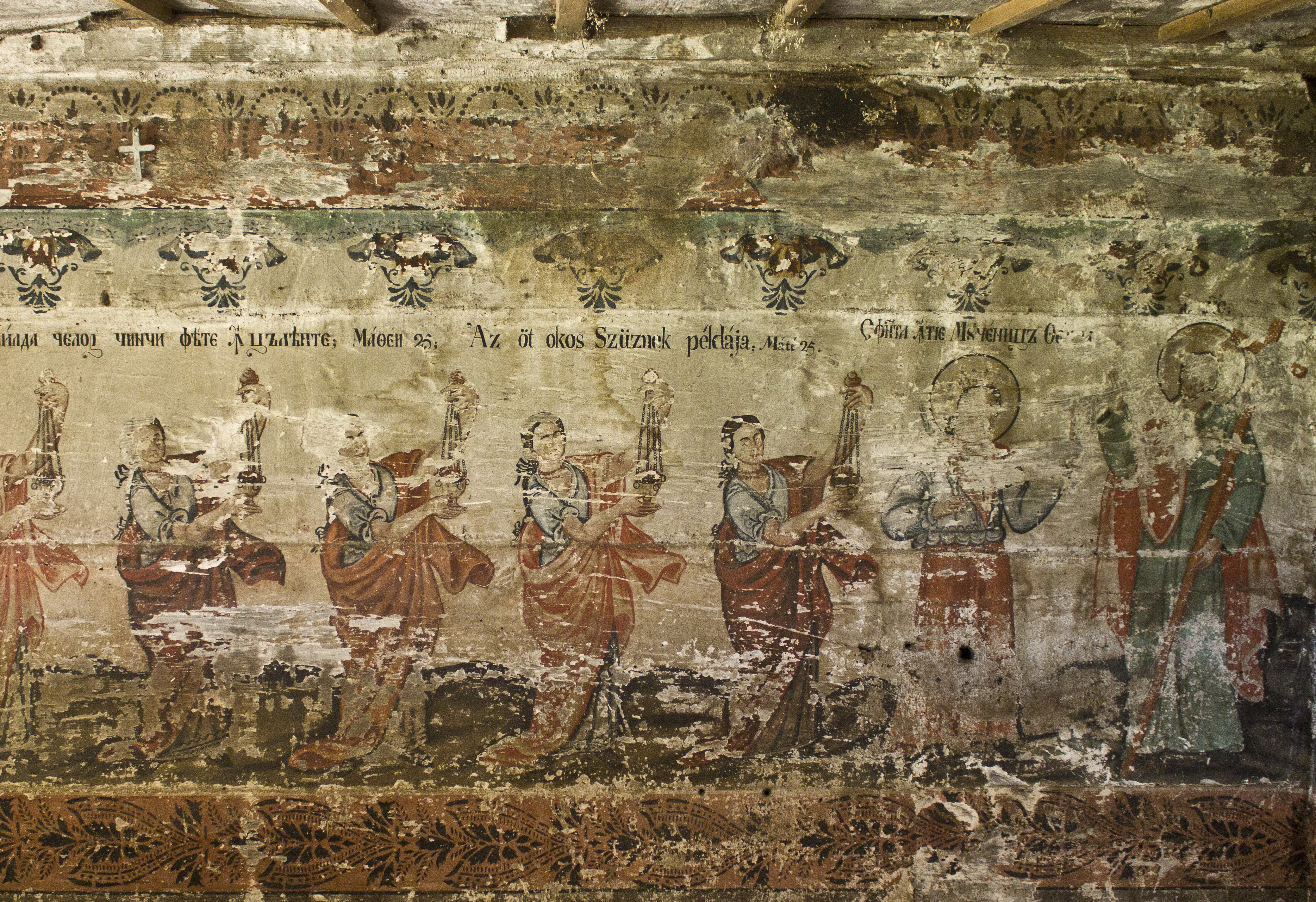
Pilda celor cinci fete înțelepte
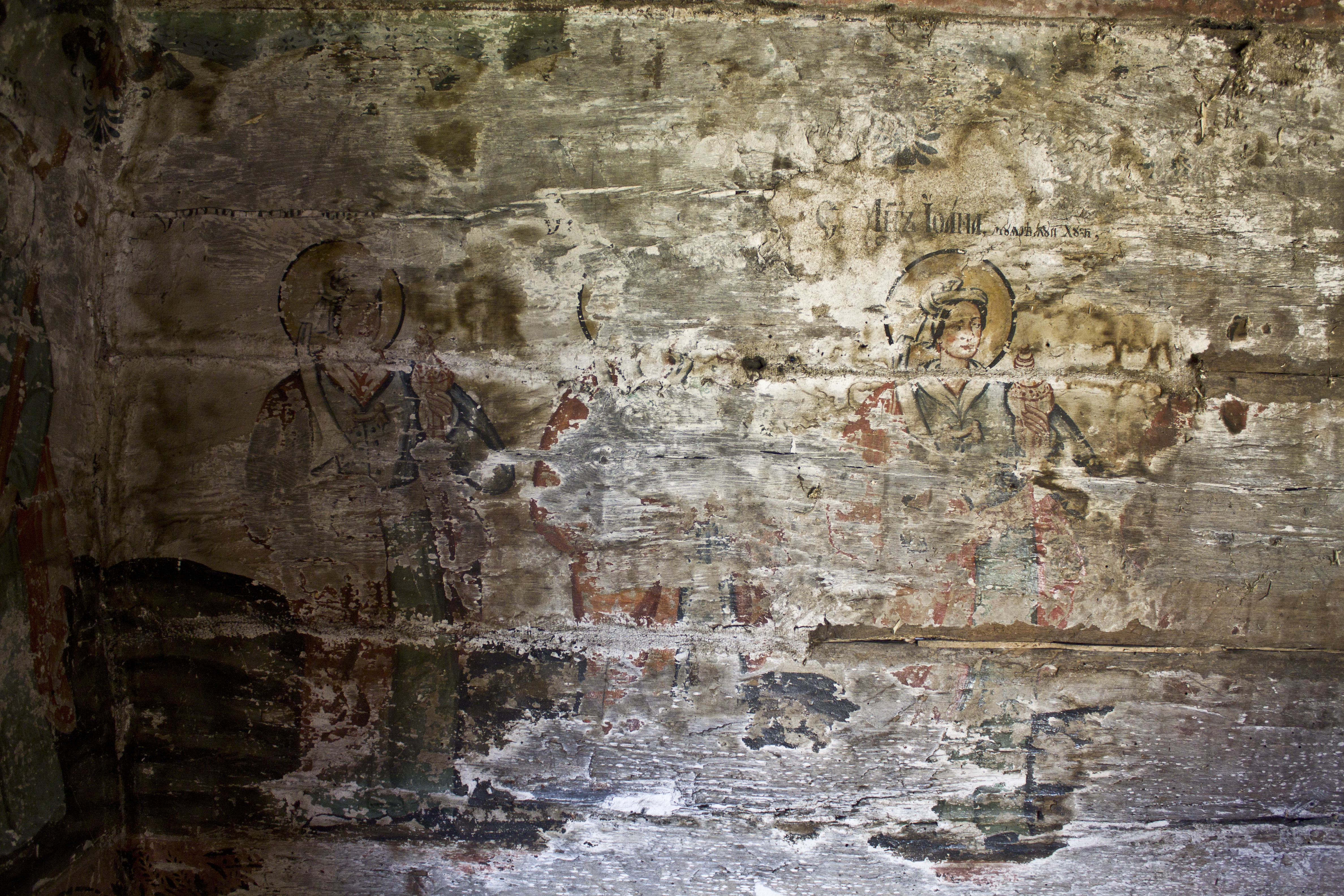
Pictura pronaosului:mucenița Ioana, "muierea" lui Huzi
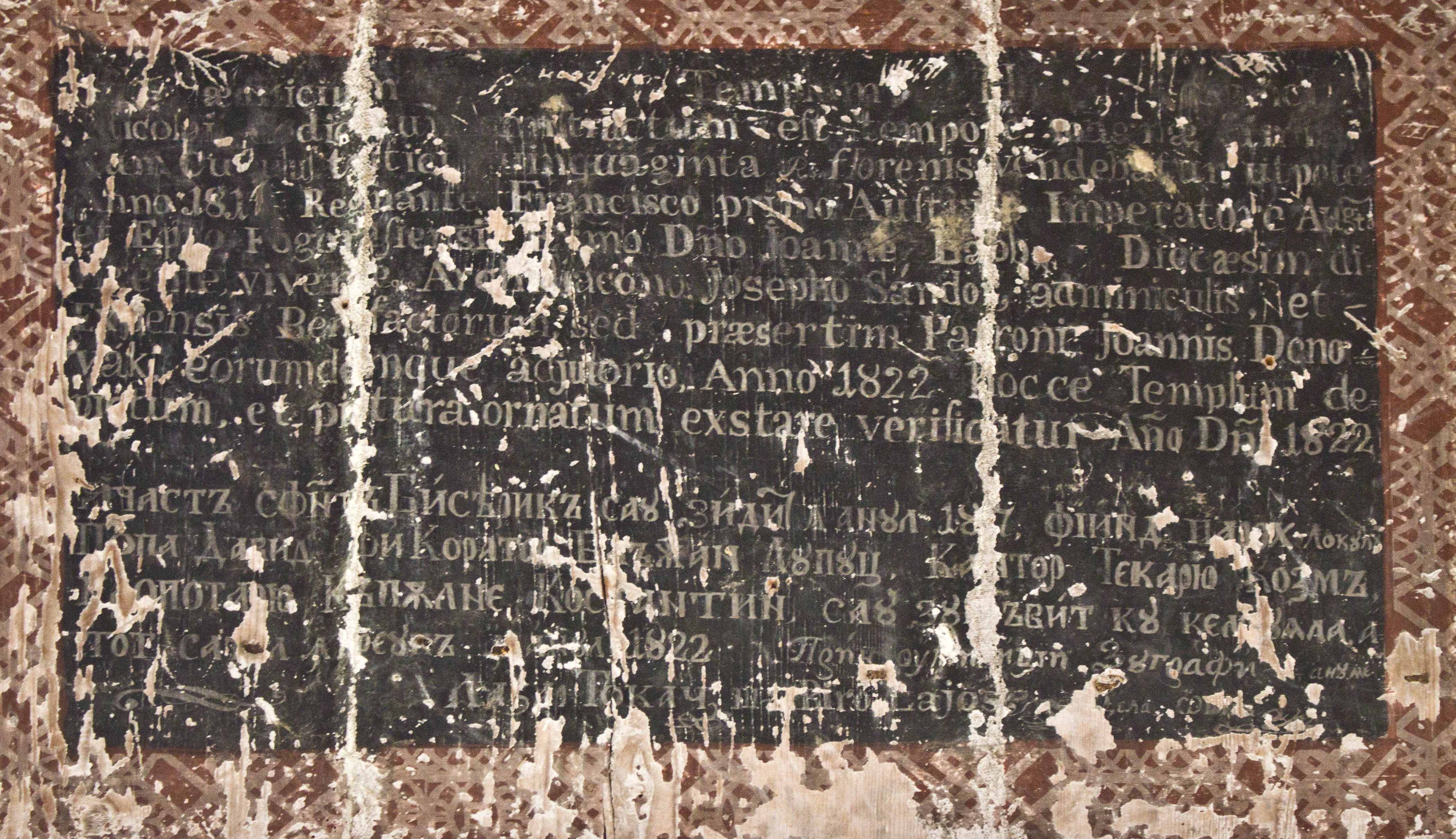
Pisania bisericii
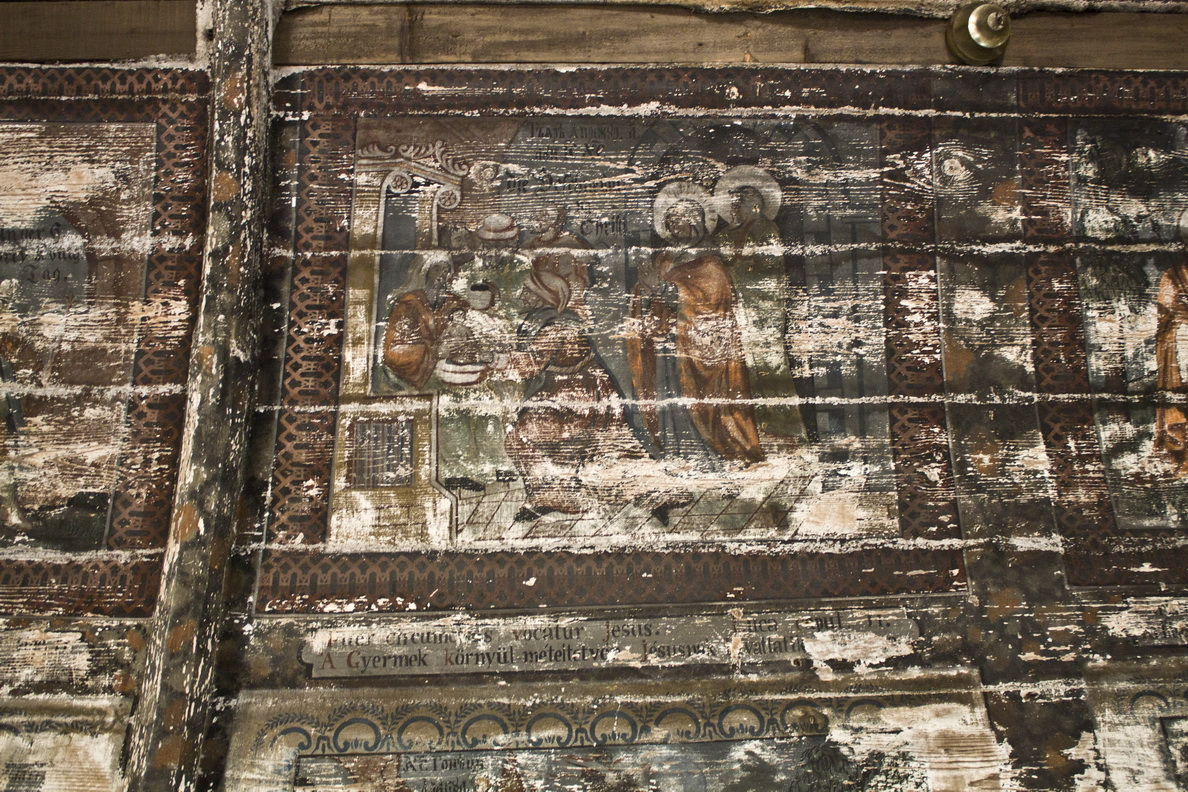
Din pictura naosului
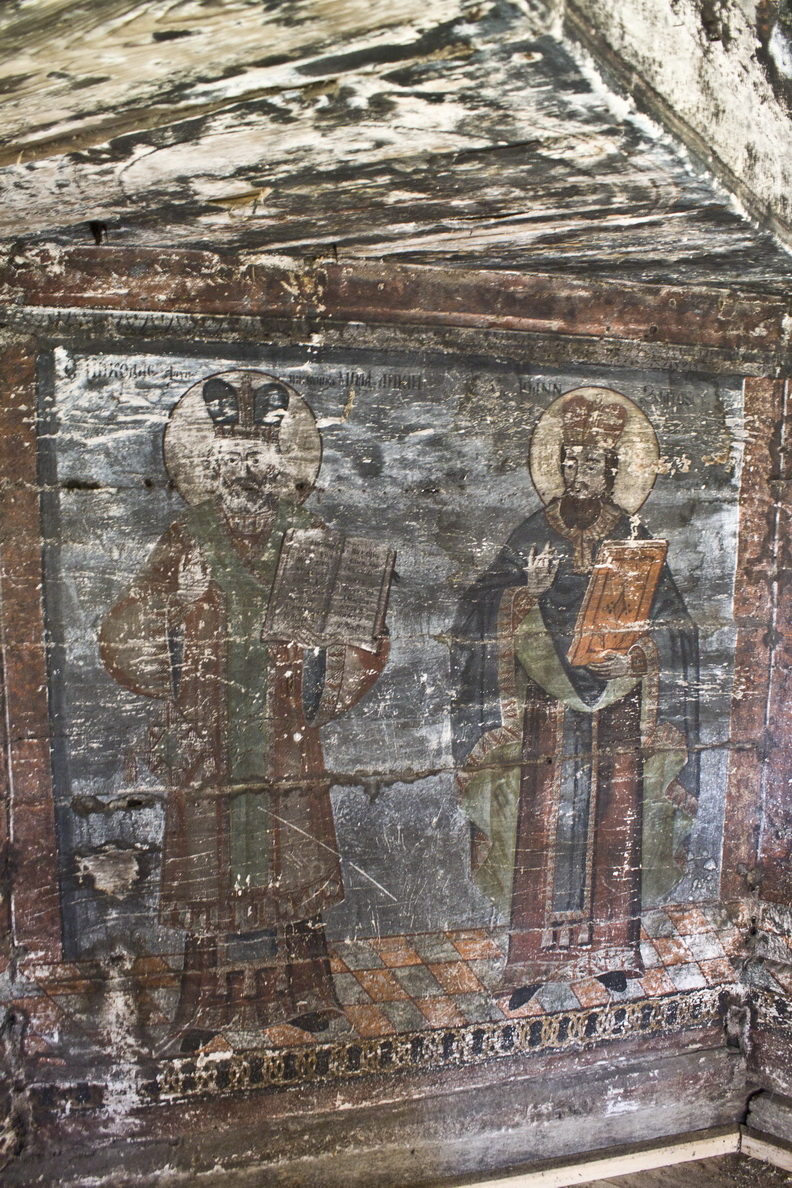
Sfinți ierarhi
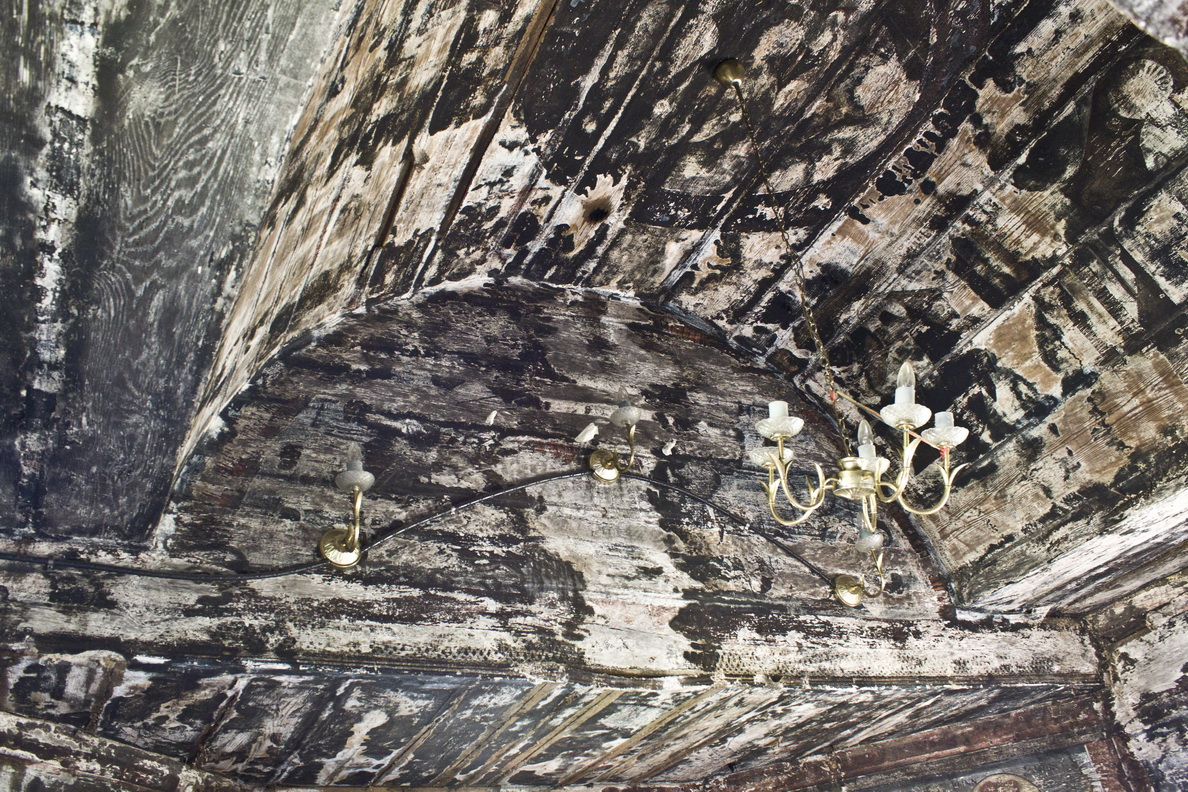
Timpanul care închide bolta altarului
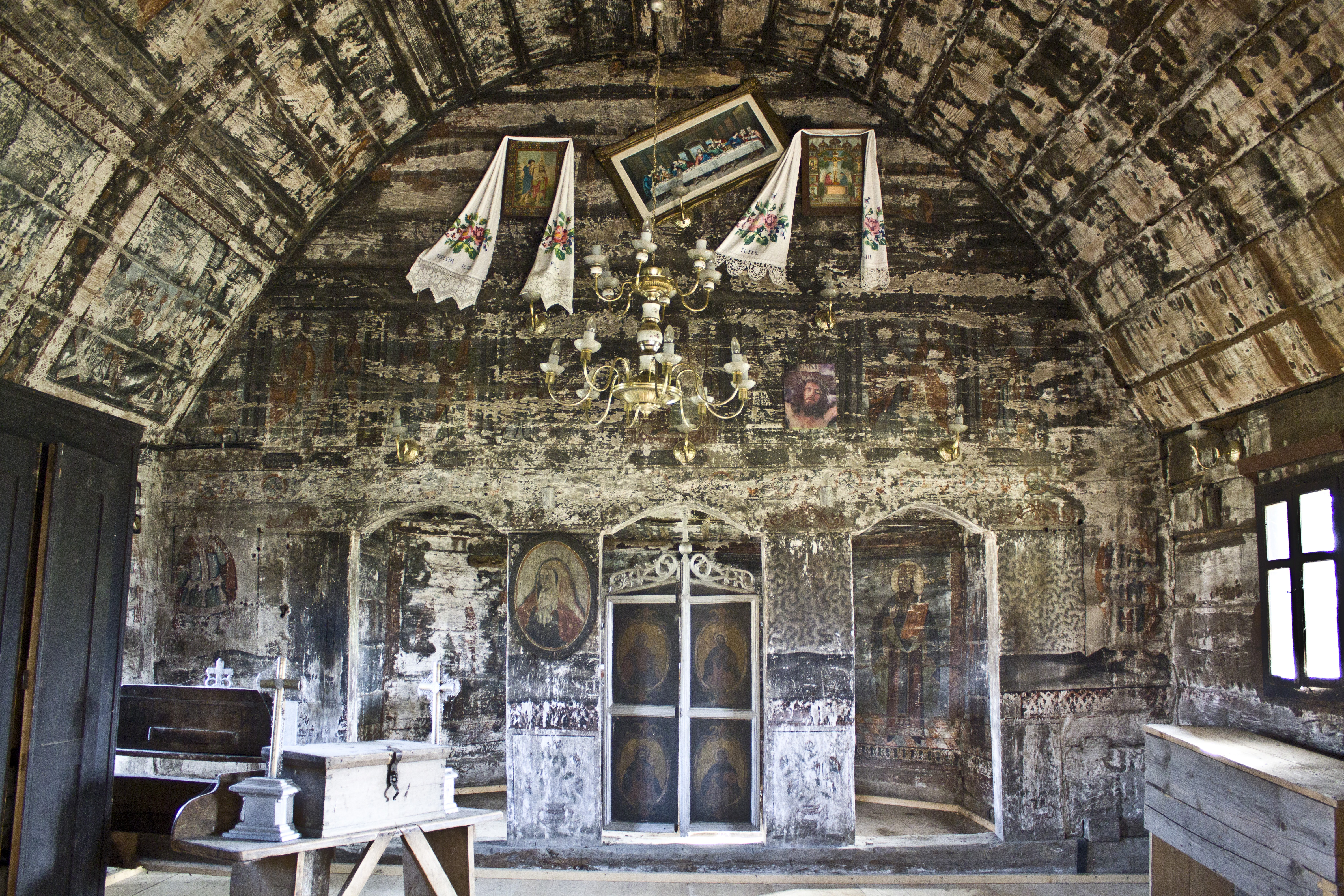
Vedere spre iconostas
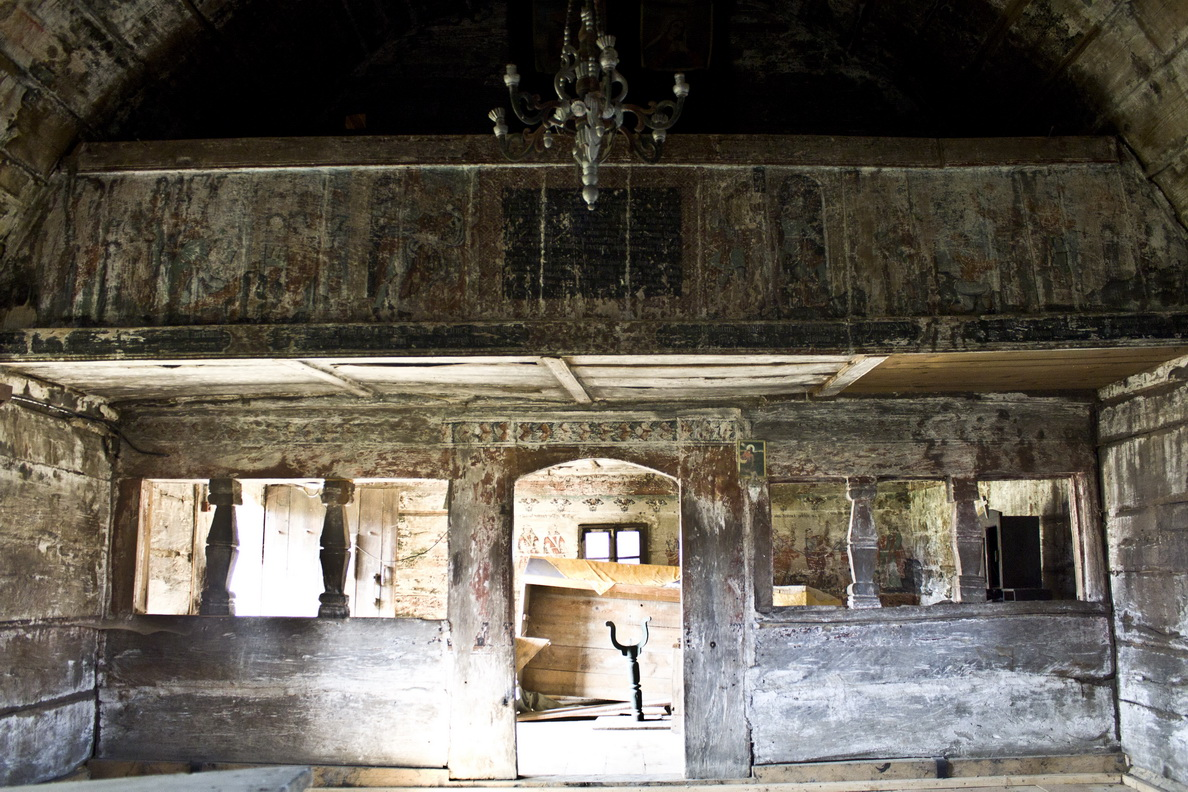
Vedere din naos spre pronaos
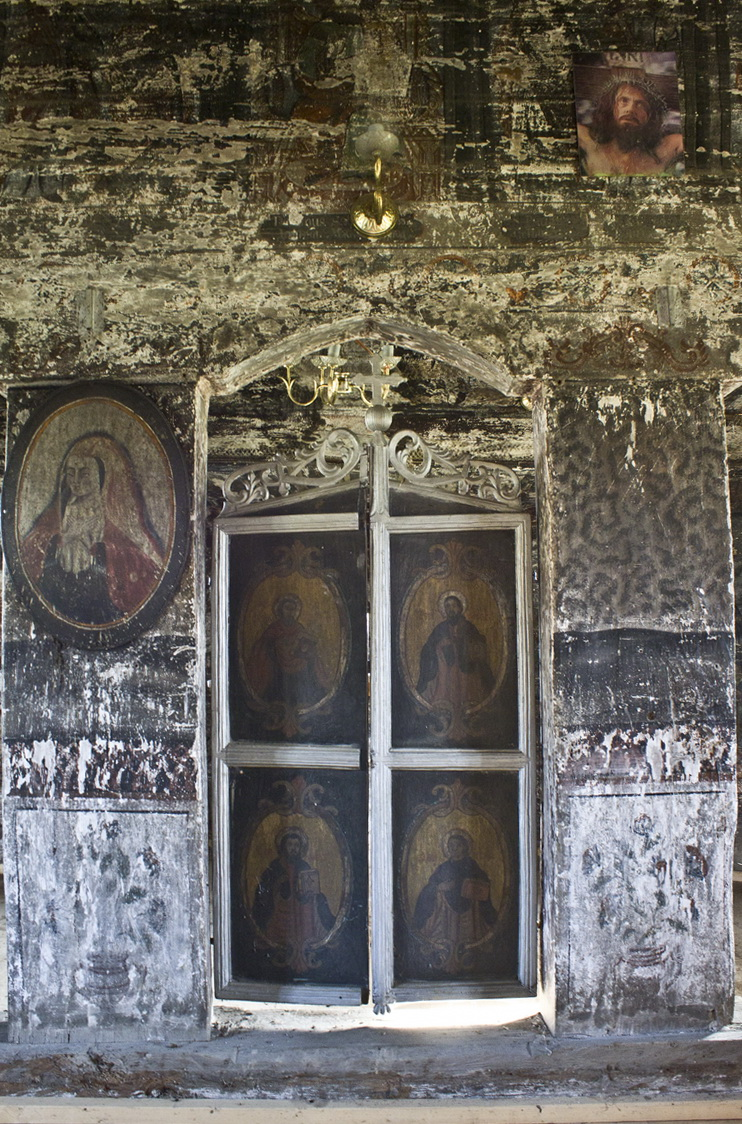
Ușile împărătești
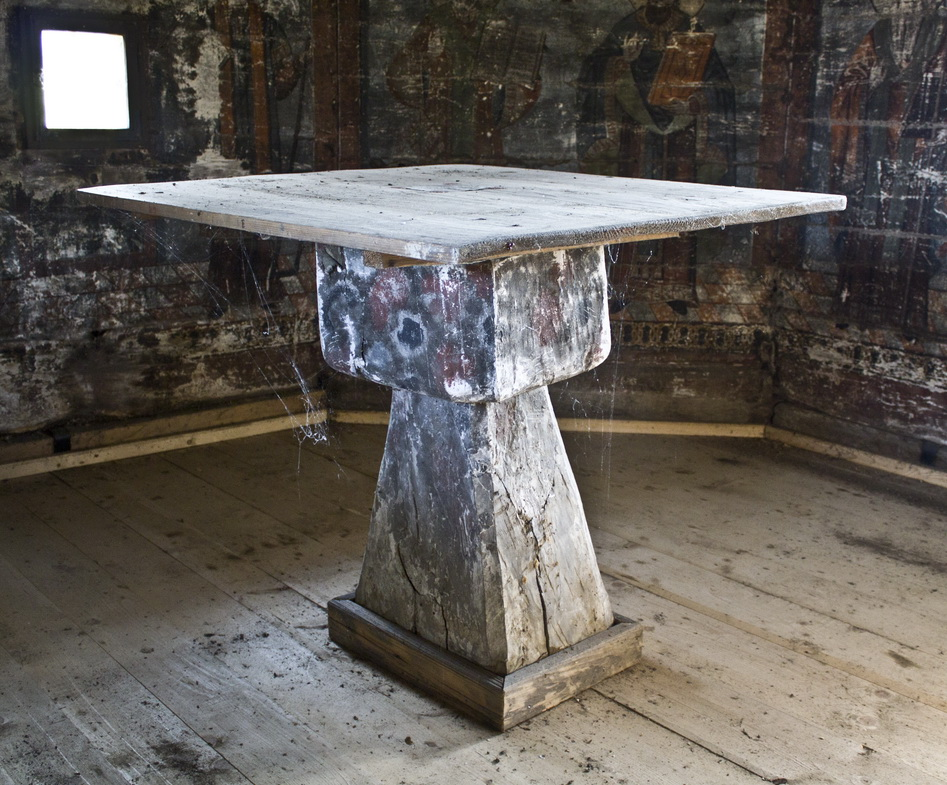
Masa altarului
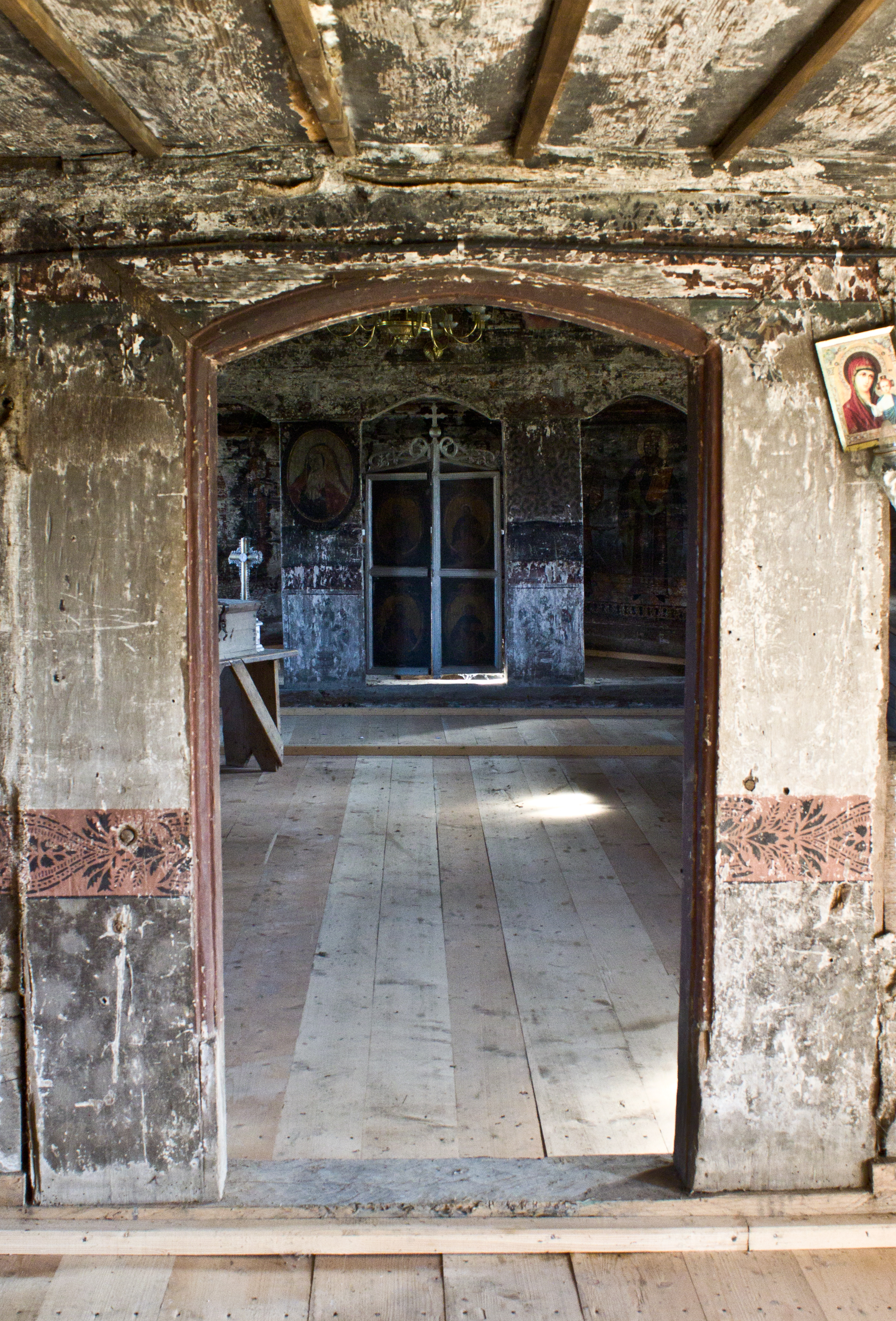
Trecerea din pronaos în naos
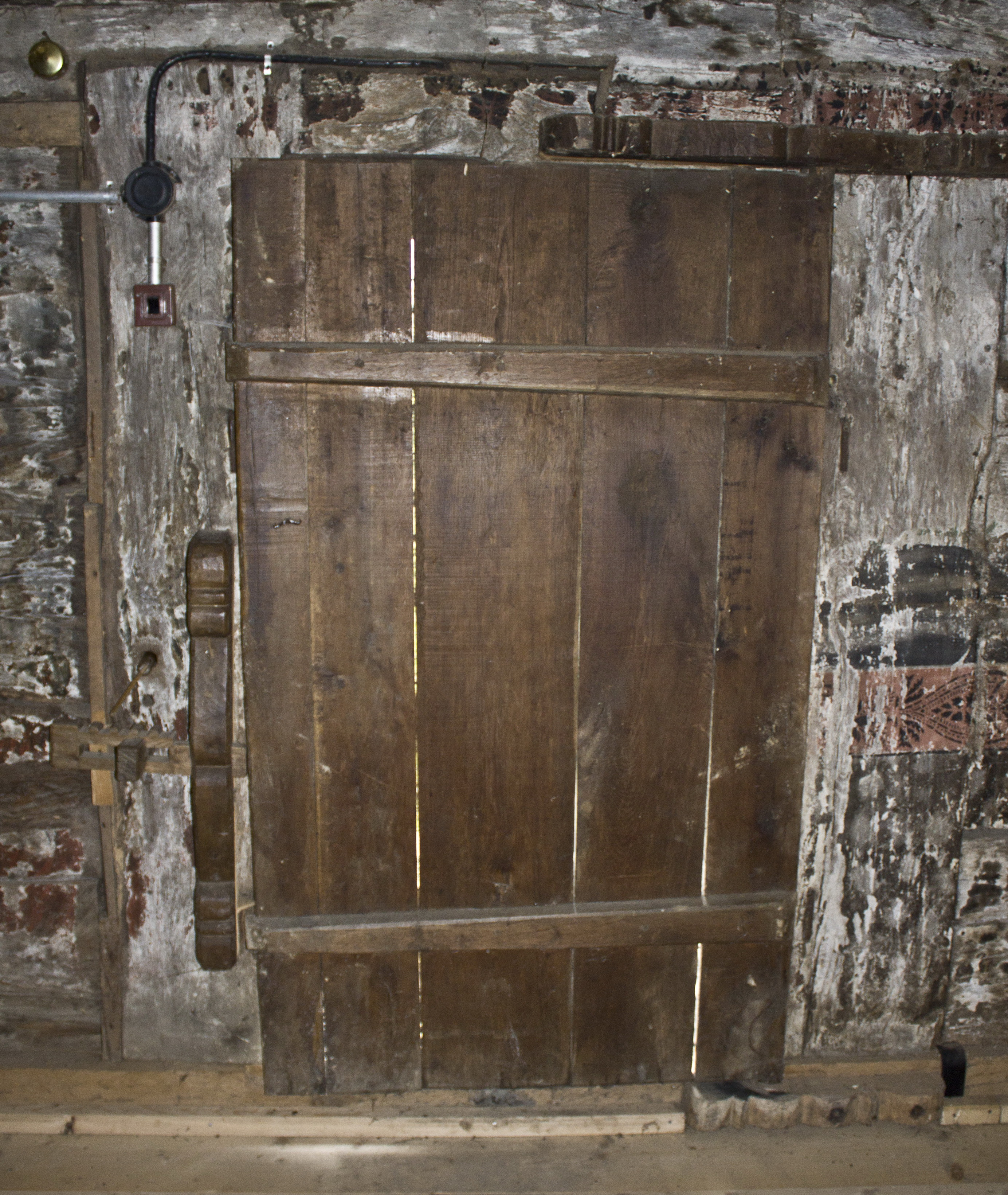
Dosul ușii de la intrare
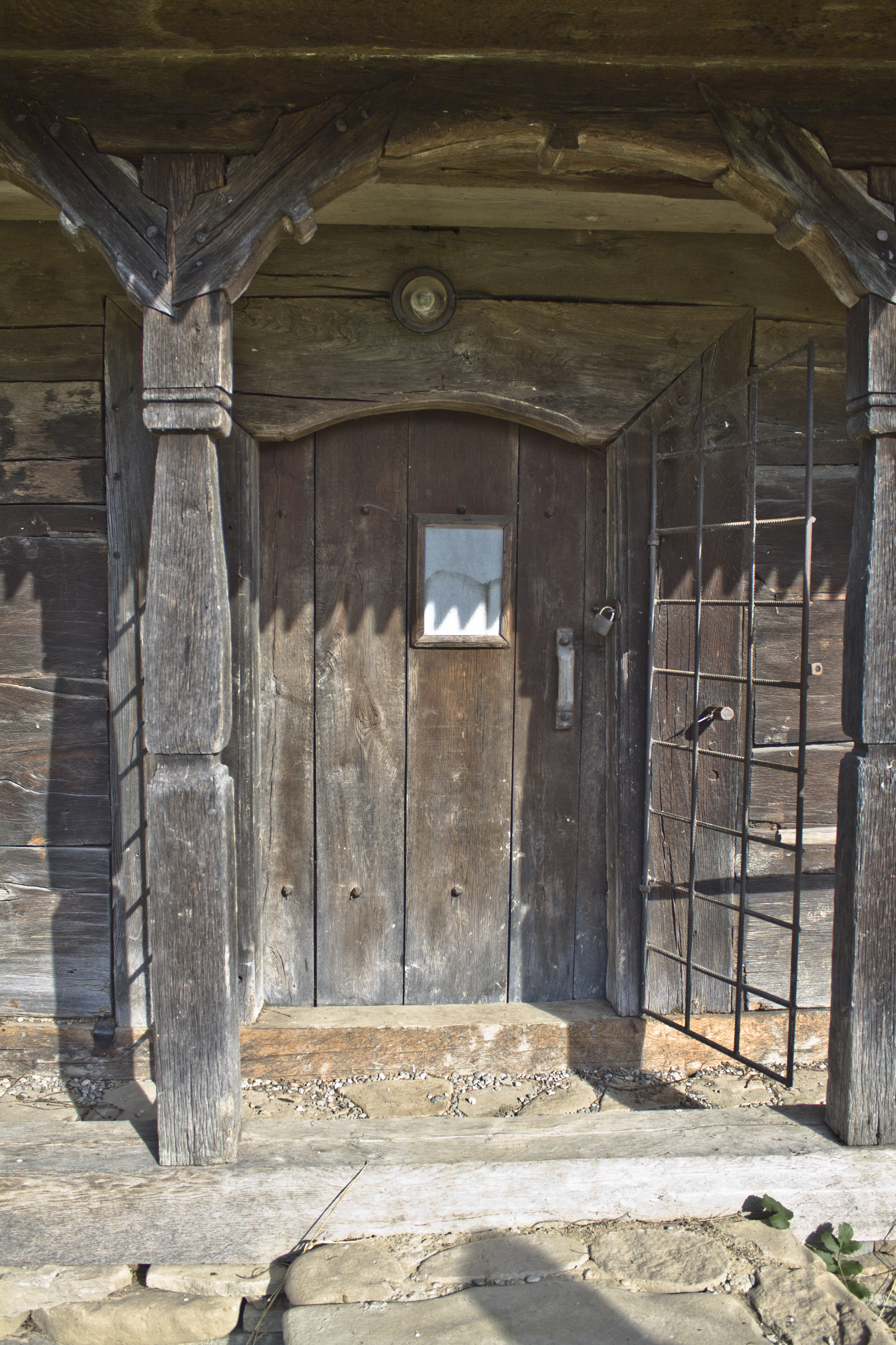
Intrarea în biserică
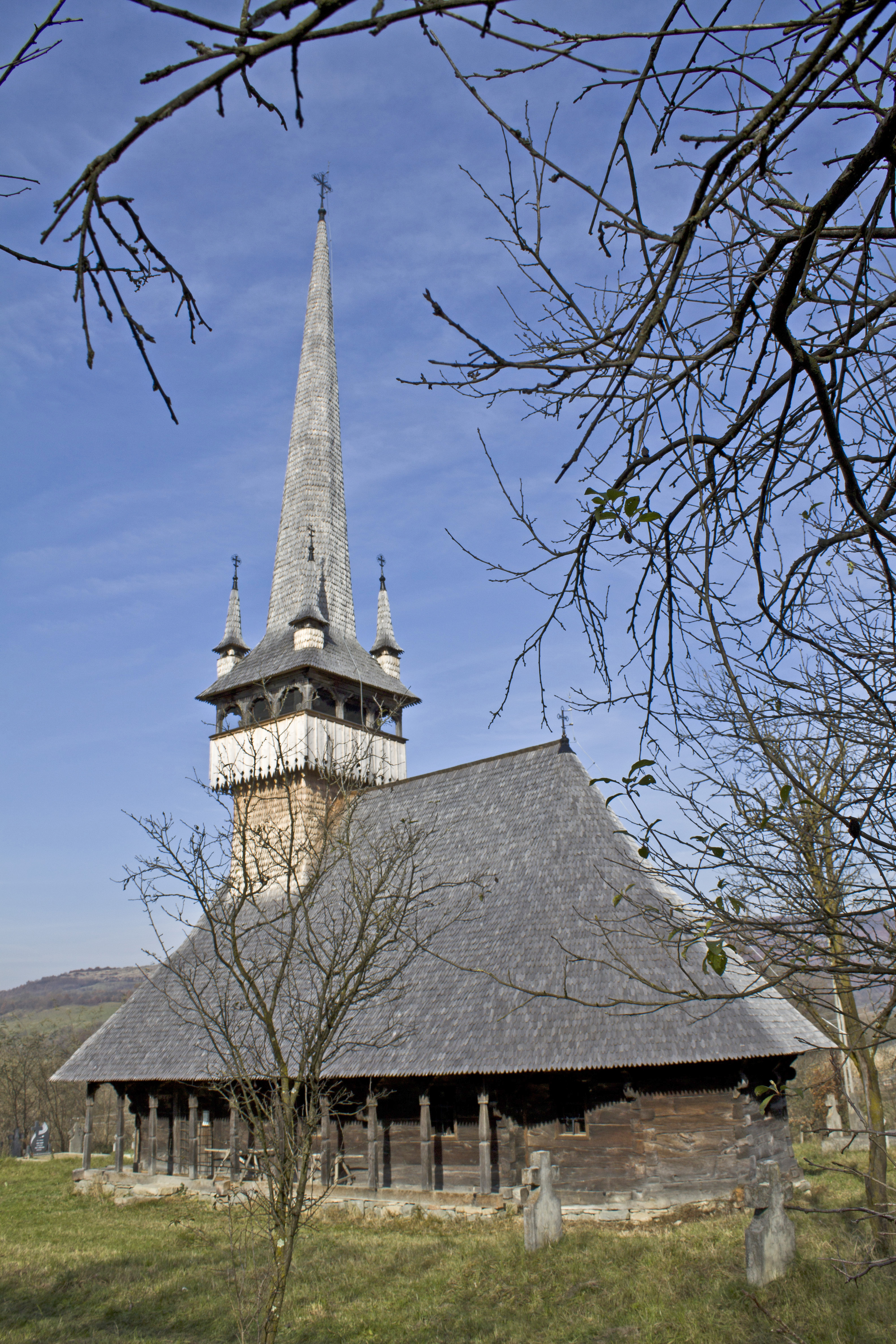
Vedere de ansamblu din sud-est
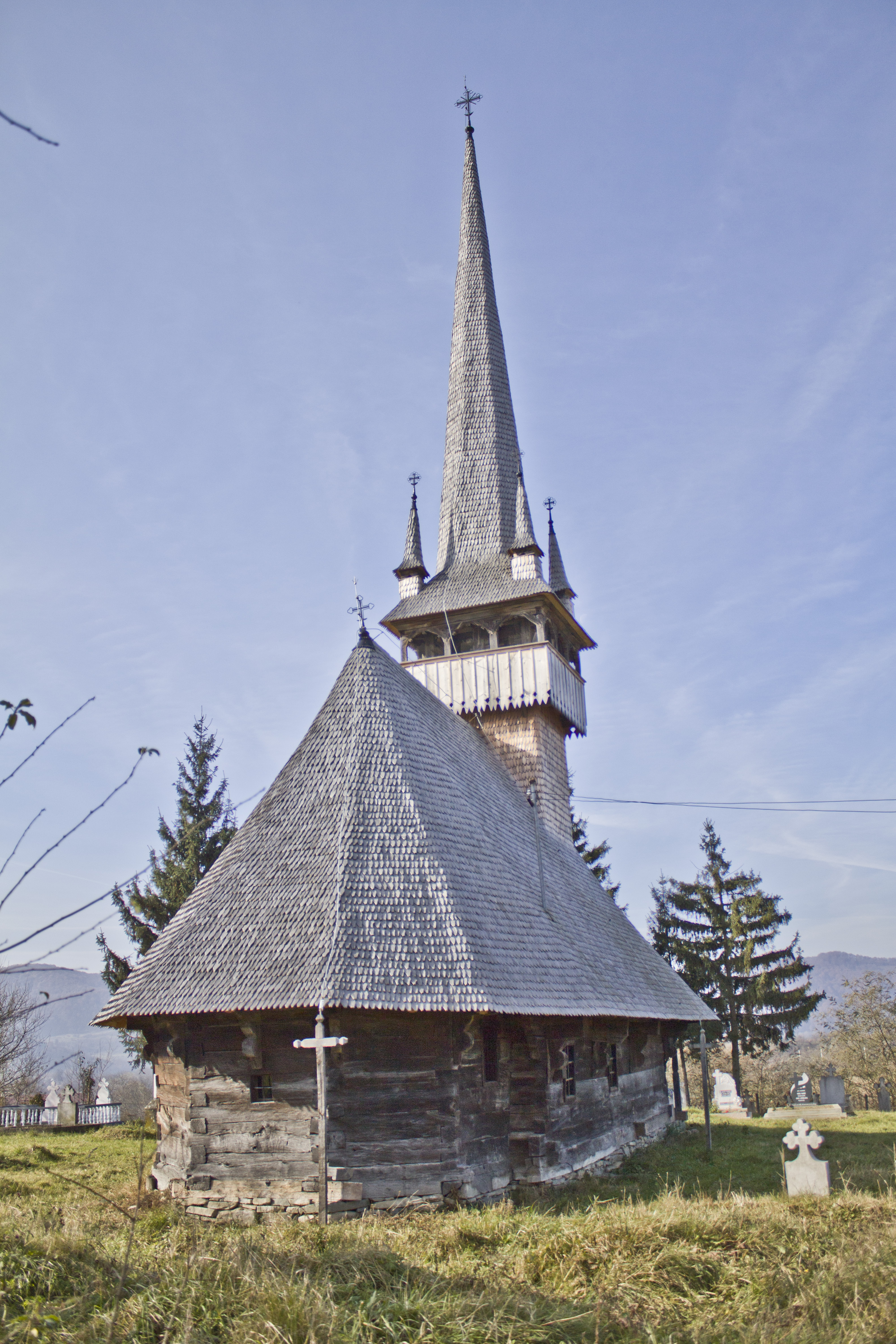
Vedere de ansamblu din nord-est
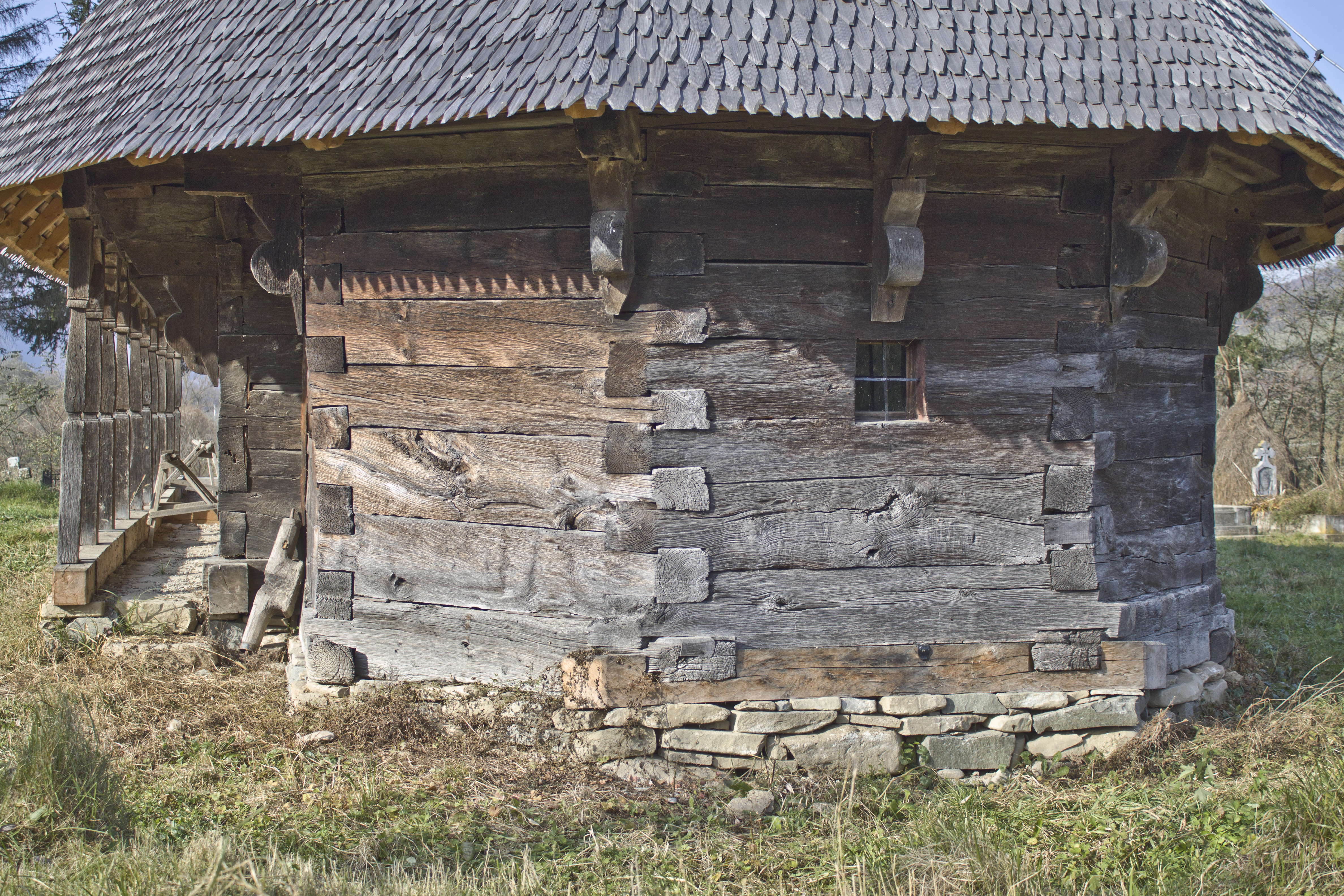
Absida altarului
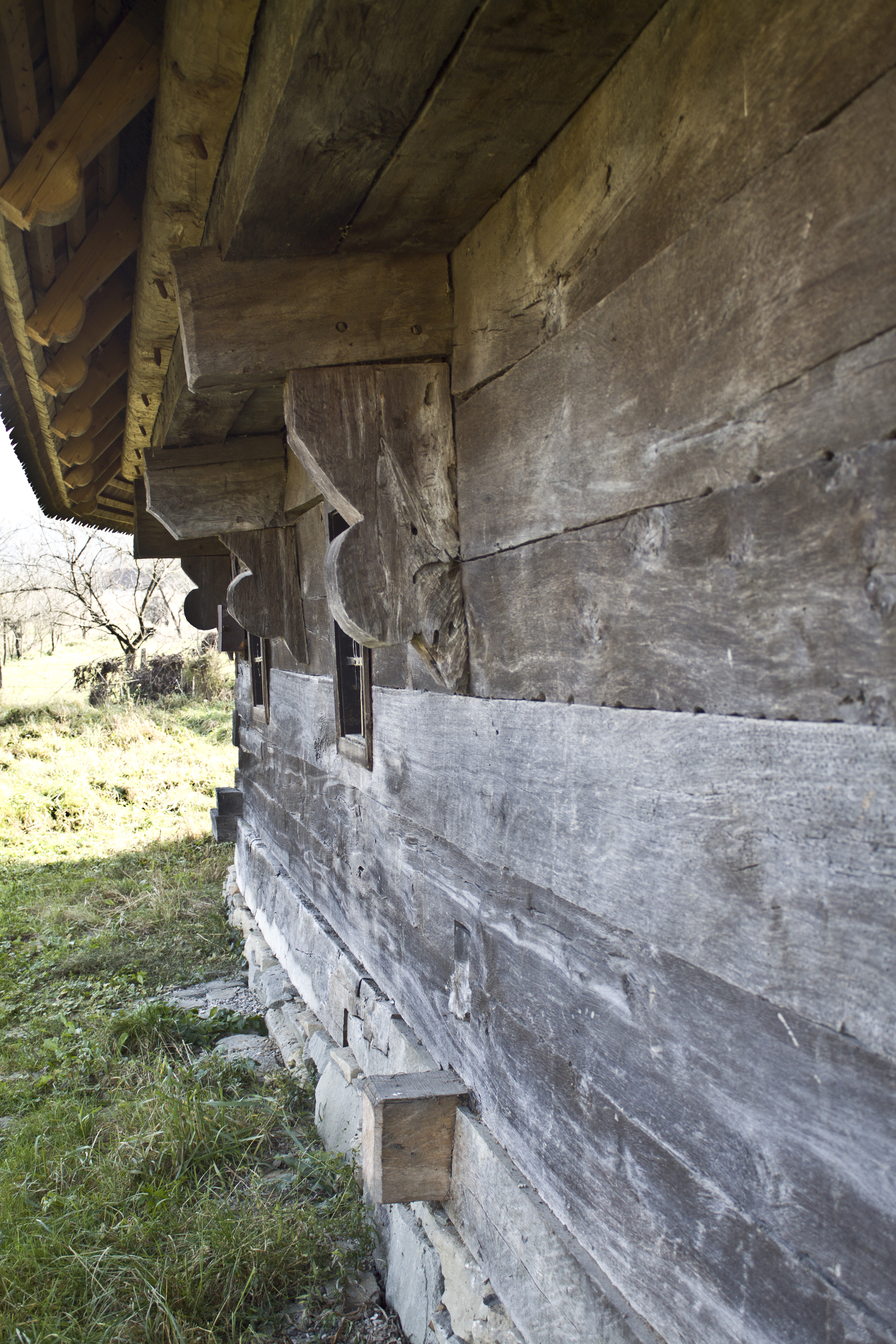
Console pe latura de nord
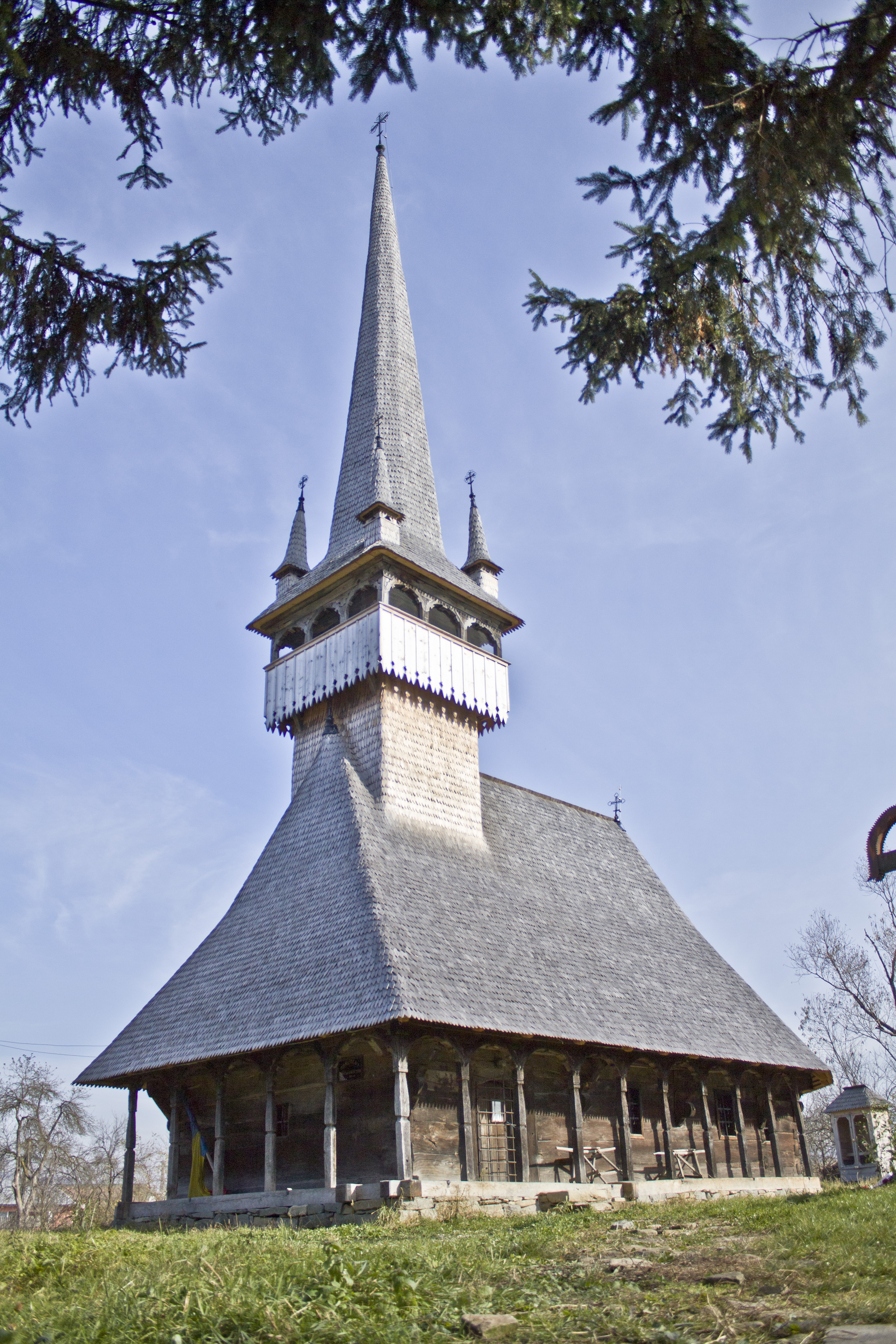
Vedere de ansamblu din sud-vest

## Imagini din timpul lucrărilor de restaurare din primăvara anului 2009

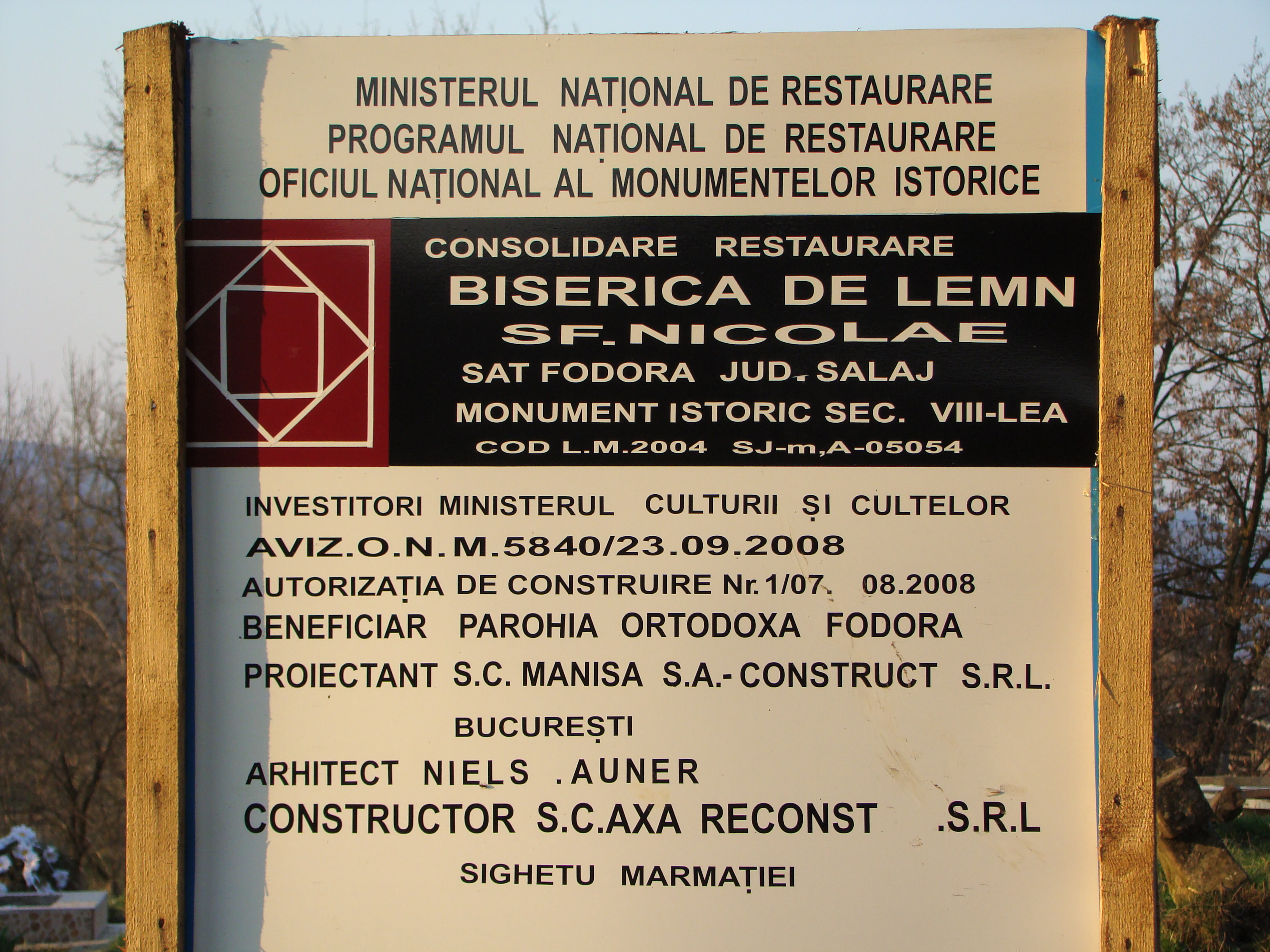
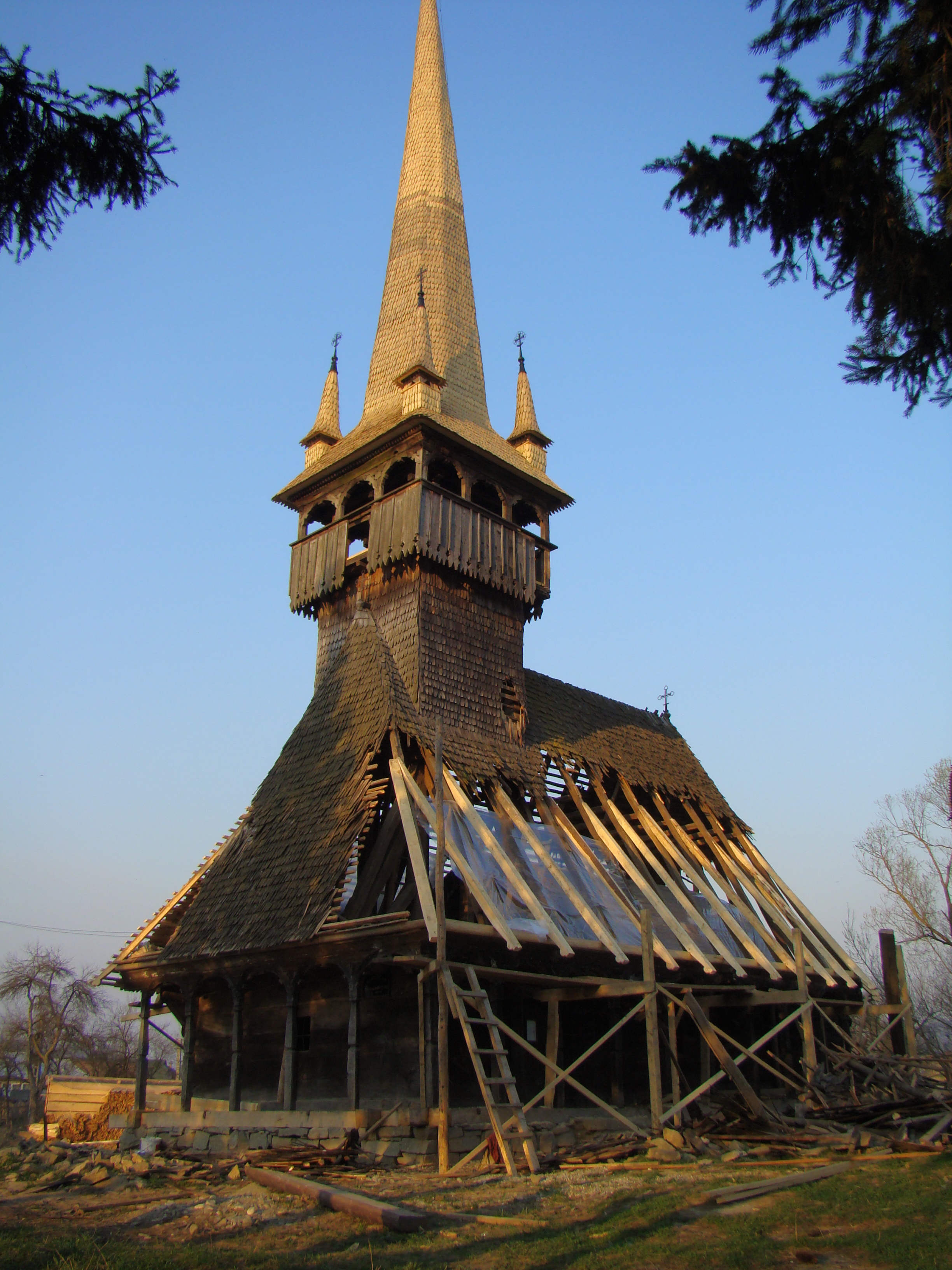
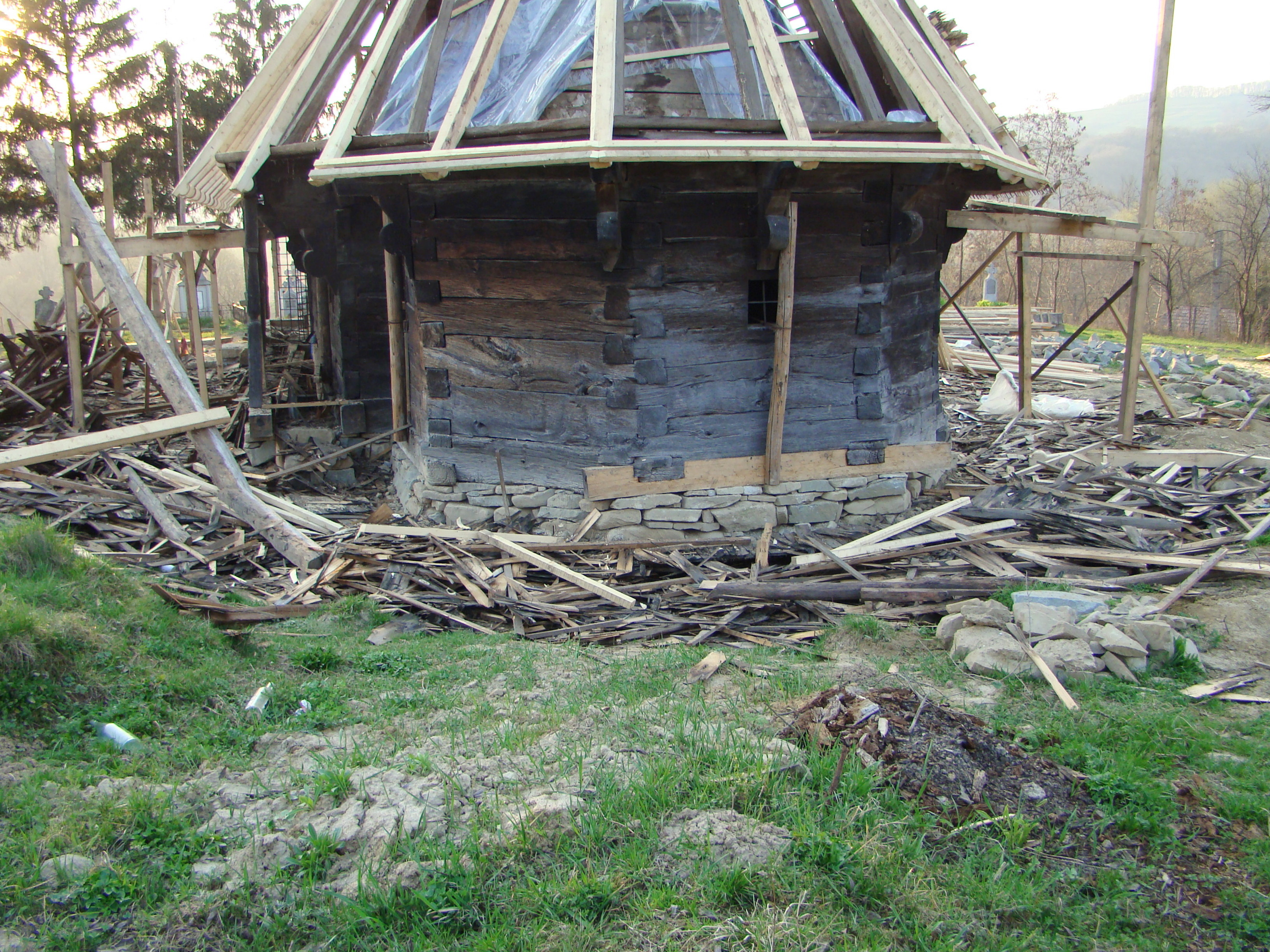
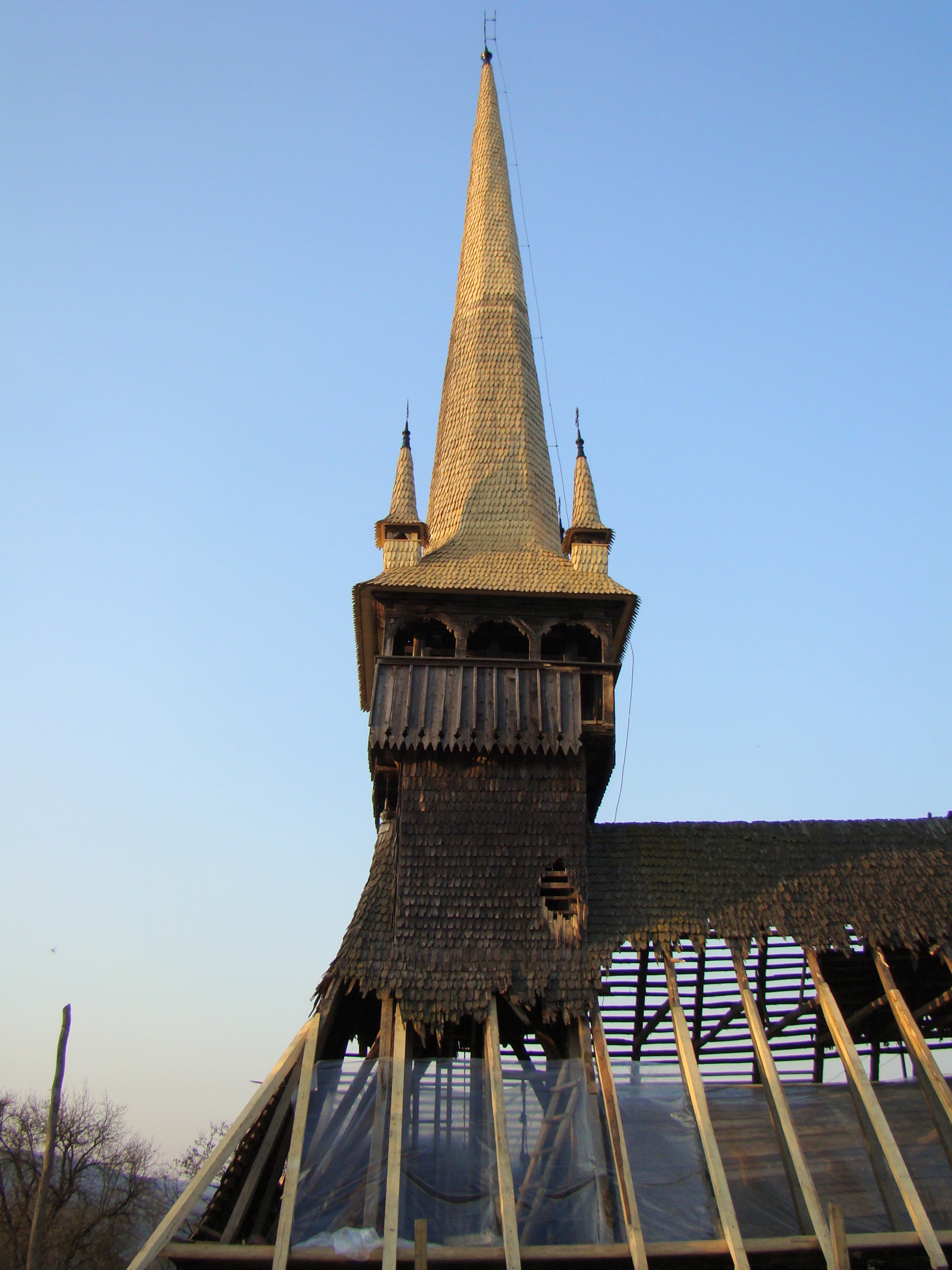
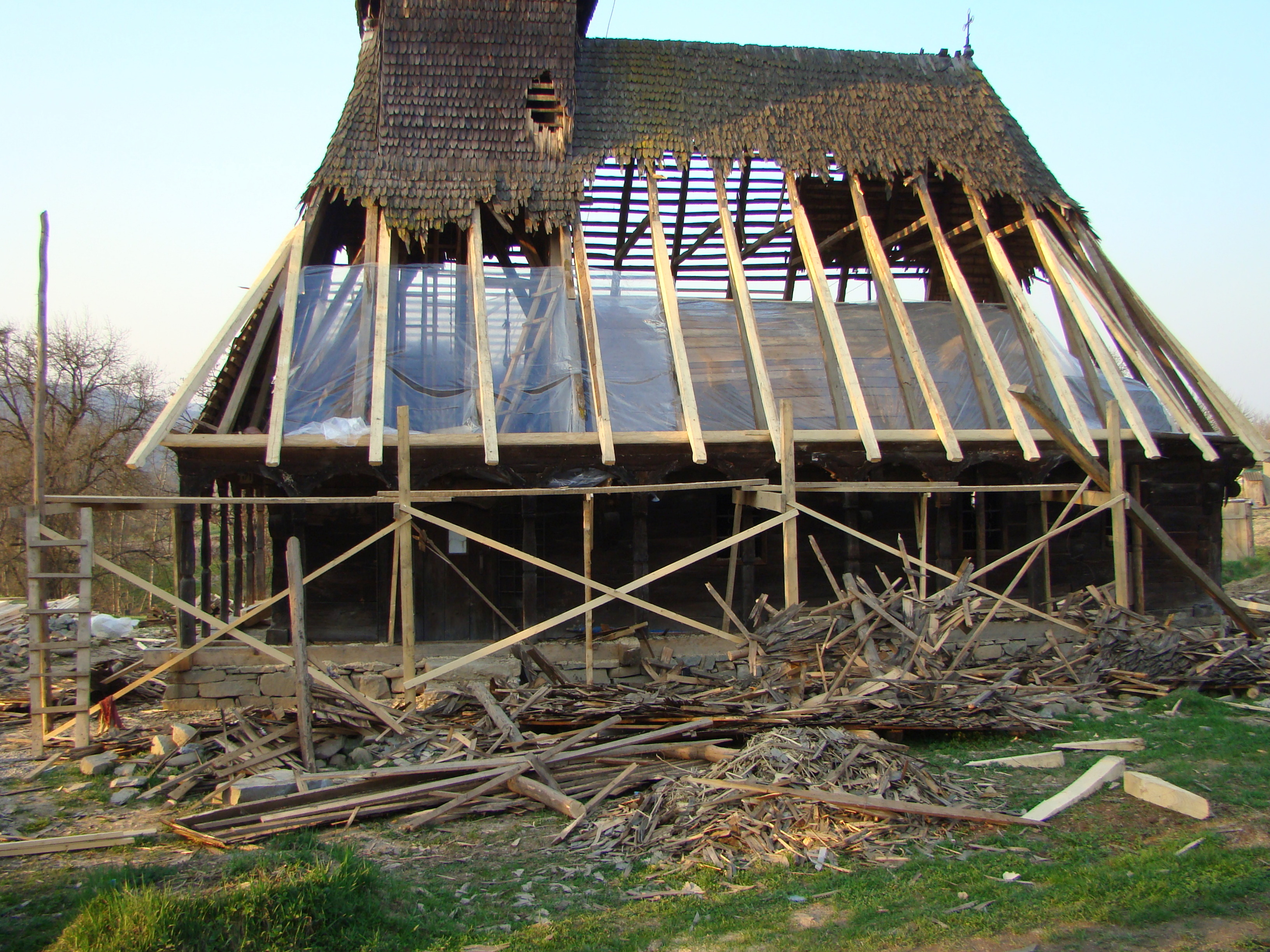